# Samsung Galaxy Watch 4
Samsung Galaxy Watch 4 (stilizat ca Samsung Galaxy Watch4) este un ceas inteligent dezvoltat de Samsung Electronics. Este primul ceas Samsung care rulează sistemul de operare Wear OS de la Google după Samsung Gear Live, și primul ceas care rulează Wear OS 3, dezvoltat în colaborare de Samsung și Google. Dispozitivul a urmat în mare parte designul ceasurilor precedente Samsung Galaxy Watch Active și Galaxy Watch 3, dar incluzând un software complet nou. Ceasul a integrat și funcții avansate de monitorizare a sănătății, cum ar fi EKG, analiza compoziției corpului și monitorizarea tensiunii arteriale, prin intermediul noului senzor Samsung BioActive. A fost anunțat pe 11 august 2021, la evenimentul Samsung Unpacked, alături de Samsung Galaxy Z Flip 3, Samsung Galaxy Z Fold 3 și Galaxy Buds 2. Lansarea globală a avut loc pe 27 august 2021.

## Specificații
| Caracteristică     | Specificație |
| ------------------ | --- |
| Procesor           | Exynos W920 Dual-core 1.18 GHz |
| Memorie RAM        | 1.5 GB |
| Stocare internă    | 16 GB |
| Ecran              | Super AMOLED, 1.4 inch, 450 x 450 pixeli |
| Baterie            | 361 mAh |
| Conectivitate      | Bluetooth 5.2, Wi-Fi 802.11 b/g/n |
| Senzori            | Accelerometru, Giroscop, Barometru, Senzor de lumină ambientală, ECG, Senzor BioActive (compoziția corpului, tensiunea arterială)                      |
| Funcții de fitness | Urmărirea pașilor, Distanța parcursă, Calorii arse, Monitorizarea somnului, GPS, Monitorizarea ritmului cardiac, Detectarea automată a antrenamentului |
| Software           | Wear OS 3 |
| Dimensiuni         | 40 mm sau 44 mm |
| Greutate           | 30 g sau 52 g |
| Material carcasă   | Aluminiu |
| Material brățară   | Silicon |
| Culori             | Negru, Argintiu, Verde, Roz Auriu |

## Software
A fost primul ceas inteligent lansat de Samsung care a utilizat sistemul de operare Wear OS de la Google, renunțând la propriul sistem de operare Tizen.
Spre deosebire de modelele anterioare, acest ceas inteligent este blocat regional în China continentală.

## Limbi și regiuni acceptate
Spre deosebire de versiunile anterioare Wear OS, Wear OS 3 oferă o gamă mai largă de limbi pentru utilizatorii finali. O comandă ADB poate fi utilizată pentru a schimba temporar limba ceasului în alta, dar aceasta va reveni la limba setată anterior la reconectarea dispozitivului la telefon.
Opțiunile de limbă și regiune pot varia în funcție de regiunea în care a fost achiziționat dispozitivul.